# Kommandørøerne
Kommandørøerne (russisk: Командо́рские острова́, Komandorskije ostrova) er en gruppe øer beliggende i Beringshavet omkring 175 km øst for Kamtjatka-halvøen i det østlige Rusland. Øgruppen består af Bering Ø (95 km lang, 15 km bred), Mednij (55 km lang, 5,5 km bred) samt femten mindre øer og skær. Der er en enkelt landsby på øerne, Nikolskoje, der har 613 indbyggere (2009) og ligger på Bering Ø.
Geologisk er Kommandørøerne den vestligste forlængelse af Aleuterne, skønt der er hundredvis af kilometer til de næste øer i denne øgruppe. Kommandørøerne er dannet af for længst udslukte vulkaner og er bjerg- og klippefyldte. Det højeste bjerg på Bering Ø er 755 m højt, mens det højeste på Mednij er 647 m.
Bering Ø er opkaldt efter Vitus Bering, der som leder af en russisk opdagelsesekspedition omkom her i 1741, da hans skib gik ned efter at være stødt på et skær. Nogle af ekspeditionens medlemmer overlevede og fik bygget en mindre båd af vraget af det kæntrede skib og kom tilbage til fastlandet på Kamtjatka. De havde store mængder af havodderskind med, hvilket medførte en jagt på disse dyr på Kommandørøerne og videre til Aleuterne og Alaska.
55°N 167°Ø / 55°N 167°Ø
- Wikimedia Commons har flere filer relateret til Kommandørøerne